# Longquan (häradshuvudort)
Longquan (kinesiska: 龙泉, 易门, 易门县) är en häradshuvudort i Kina. Den ligger i provinsen Yunnan, i den sydvästra delen av landet, omkring 69 kilometer sydväst om provinshuvudstaden Kunming. Longquan ligger 1 591 meter över havet och antalet invånare är 177 110. Befolkningen består av 84 355 kvinnor och 92 755 män. Barn under 15 år utgör 16,0 %, vuxna 15-64 år 73 %, och äldre över 65 år 9,0 %.
Runt Longquan är det ganska tätbefolkat, med 129 invånare per kvadratkilometer. Det finns inga andra samhällen i närheten. I omgivningarna runt Longquan växer i huvudsak blandskog.
Genomsnittlig årsnederbörd är 912 millimeter. Den regnigaste månaden är juni, med i genomsnitt 182 mm nederbörd, och den torraste är februari, med 9 mm nederbörd.